# 岡本慎太郎
岡本 慎太郎（おかもと しんたろう、1996年4月12日 - ）は、JAPAN RUGBY LEAGUE ONE花園近鉄ライナーズに所属しているラグビーユニオンの選手。

## プロフィール
- 京都市右京区出身。
- ポジションはプロップ(PR)。高校時代はロック(LO)だった[1]。
- 身長 182cm、体重 112kg
- ニックネームはシンタロウ。

## 略歴
中学校からラグビーを始めた。
2015年、京都成章高校。卒業後、帝京大学に入る。
2019年、帝京大学卒業後、ヤマハ発動機ジュビロ(現・静岡ブルーレヴズ)に加入。
2020年2月15日にジャパンラグビートップリーグ第5節NTTドコモレッドハリケーンズ戦に先発出場で公式戦初出場を果たす。
2024年7月、花園近鉄ライナーズに入団。